# Teatro Nazionale (Quarrata)
Il Teatro Nazionale è un teatro situato a Quarrata, in provincia di Pistoia.

## Storia
L'edificio nasce nel terzo decennio del Novecento come sala teatrale del Circolo Monarchico Umberto I.  Dopo essere stato utilizzato come Casa del Fascio e come Casa del Popolo, nell'ultimo dopoguerra è  ritornato all'Associazione Umberto I ed è stato ampliato acquistando così la fisionomia di cinema-teatro.  Un ulteriore intervento di ristrutturazione è stato realizzato negli anni settanta e ha consentito l'attività  del teatro fino al 1985 quando è stato chiuso perché non in regola con le normative di sicurezza.
Fra il 1994 e il 1997, per conto dell'Associazione Umberto I, che è ancora proprietaria dell'immobile, sono stati attuati consistenti interventi di ristrutturazione (palcoscenico e camerini)  e di adeguamento alle normative vigenti in materia di sicurezza su progetto redatto dall'ingegner Mario Bechi.
Attualmente l'attività principale si divide fra cinema e teatro, ma anche la musica è ben rappresentata.  Il cartellone teatrale, definito in collaborazione con l'Associazione Teatrale Pistoiese, combina tradizione e ricerca, divertimento e impegno, mentre nel programma cinematografico, curato dall'Associazione L'Atlante,  si cerca di conciliare le ragioni del mercato con quelle della qualità, i grandi successi e i film d'autore,  quasi un "servizio pubblico" per l'unica sala esistente a Quarrata.